# Плуфф, Стив
Стив Плуфф (англ. Steve Plouffe); род. 23 ноября 1975, Монреаль) — канадский хоккеист, вратарь. В России, известен по выступлениям за хабаровский «Амур» и московский «Спартак». В настоящее время занимается строительным бизнесом.

## Семья
Женат. Супругу зовут Кэролайн. Воспитывают двух дочек — Лори и Кильян.

## Достижения
- Чемпион CHL 1996/1997 в составе «Форт-Уэрт Файер»
- Лучший вратарь CHL 1996/1997 в составе «Форт-Уэрт Файер»